# نیهل
نیهل (به آلمانی: Niehl) یک شهر در آلمان است که در بیتبورگ-پروم واقع شده‌است.